# Dème de Sfakiá
Le Dème de Sfakiá (grec moderne : Δήμος Σφακίων) est un dème (municipalité) de Crète, en Grèce. Situé sur la côte sud du district régional de La Canée, sa capitale est le port de Chóra Sfakíon. Il constituait historiquement l'une des provinces du nome de La Canée, avant la suppression progressive de ces divisions administratives, qui a culminé avec le programme Kallikratis (2010).

## Géographie
C'est une zone montagneuse du massif des Montagnes blanches (grec : Lefká Óri), traversée de ravins et de gorges, dont les célèbres gorges de Samaria et celles d'Aradéna ; le nom Sfakiá signifierait d'ailleurs étymologiquement « gorges »[réf. nécessaire].

## Histoire
Cette particularité géographique à quoi vient s'ajouter le caractère frondeur de ses habitants — les Sfakiotes — ont fait de cette région le centre de nombreuses insurrections contre les différents occupants de la Crète, depuis la prise de Constantinople en 1204. Le village d'Anópoli près de Chóra Sfakíon est notamment le lieu de naissance du héros crétois Daskaloyánnis, exécuté en 1770 à la suite de l'échec de la révolution d'Orloff.

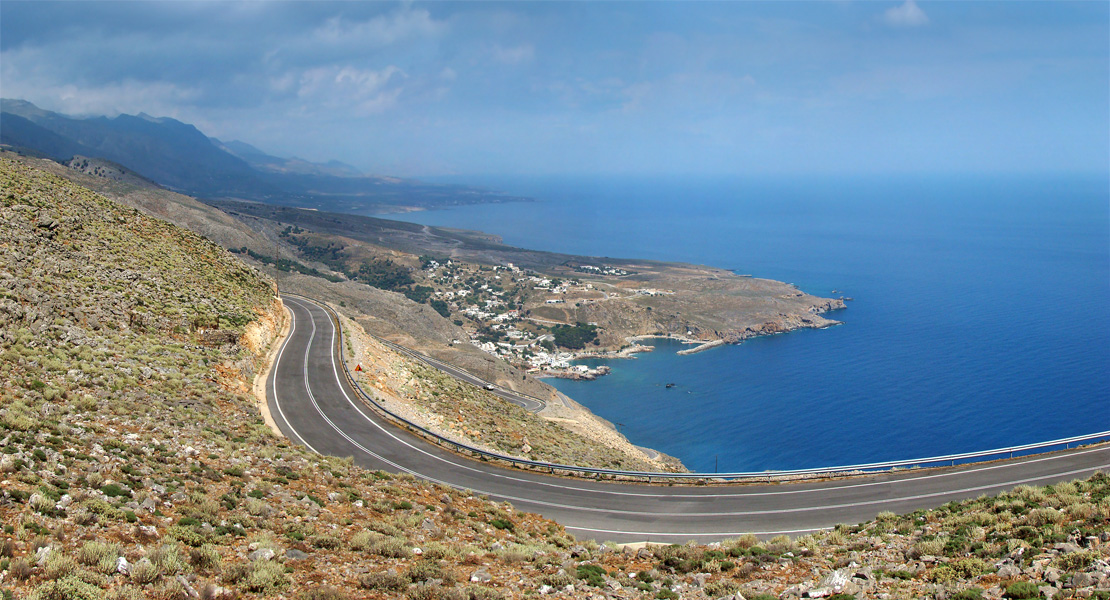
Paysage côtier de Sfakiá.